# Pemberton (Minnesota)
Pemberton – miasto w Stanach Zjednoczonych, w stanie Minnesota, w hrabstwie Blue Earth.